# Le maschere
Le maschere (Die Masken) ist eine Oper in einer Parabase und drei Akten des italienischen Komponisten Pietro Mascagni. Das Libretto schrieb Luigi Illica. Auf Grund der ungemeinen Popularität, die Mascagni zu dieser Zeit inne war, sollte die Oper an sieben führenden Opernhäusern Italiens zeitgleich uraufgeführt werden, die Aufführung in Neapel musste jedoch wegen Erkrankung des Tenors Giuseppe Anselmi auf den 19. Januar verschoben werden. Trotz Mascagnis Beliebtheit waren fünf der sechs Uraufführungen große Misserfolge, einzig allein die Uraufführung in Rom unter Mascagnis Dirigat war ein Erfolg.